# Eugene S. Booth

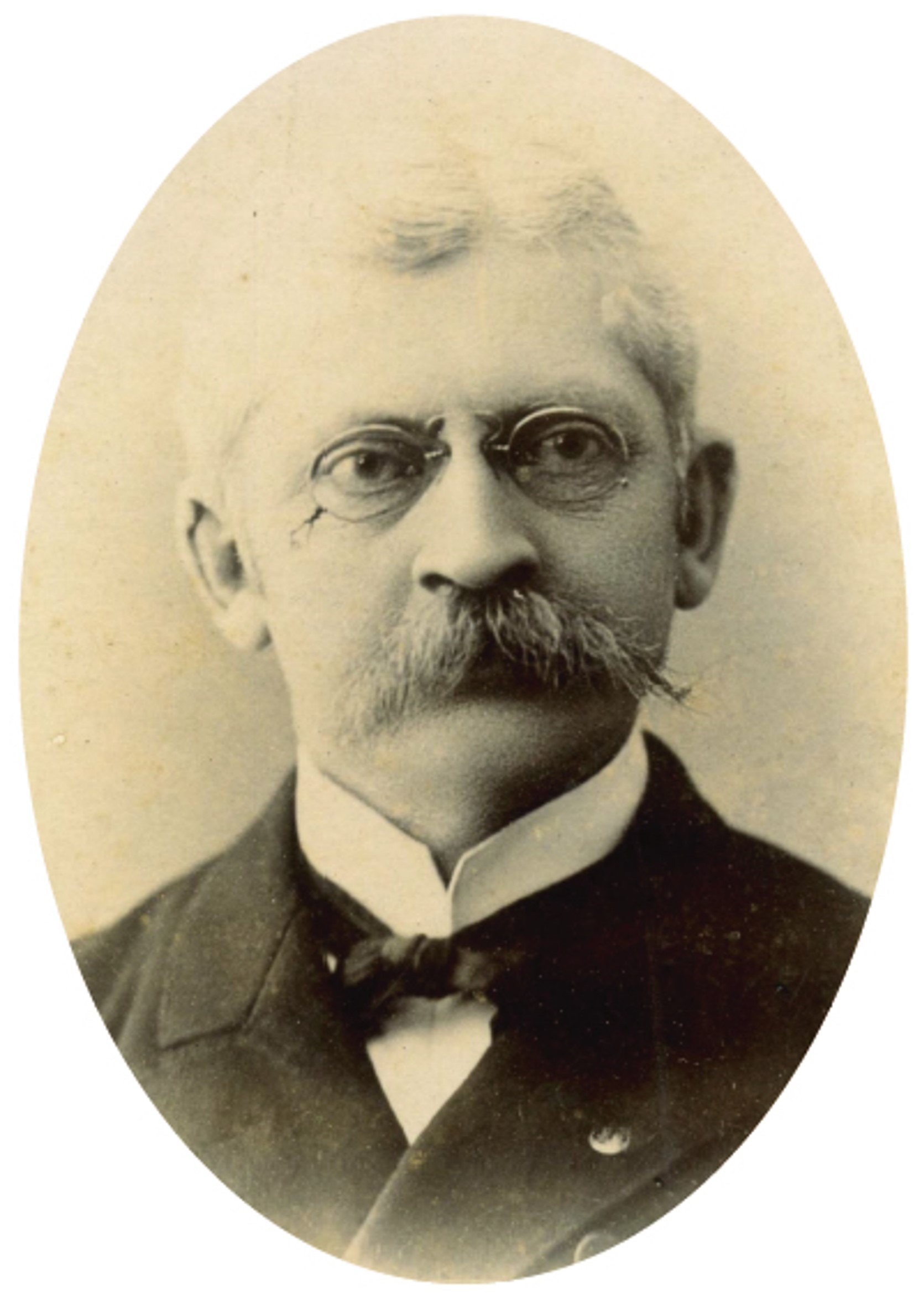
Eugene S. Booth

Eugene Samuel Booth (geboren 16. August 1850 in Trumbull, Connecticut, USA; gestorben 26. Februar 1931 in den USA) war ein Missionar der American Dutch Reformed Church. Er hielt sich lange in Japan auf und leistete Missionsarbeit in Nagasaki und Yokohama.

## Leben und Werk
Eugene Samuel Booth besuchte nach seinem Abschluss an der Fort Edward School die Rutgers University, wo er 1876 sein Studium abschloss. 1879 schloss er eine Weiterbildung New Brunswick Theological Seminary ab. Er wurde ordiniert und reiste im Oktober 1876 mit seiner Frau Emily nach Japan.
Während seiner ersten beiden Jahre in Nagasaki war Booth Stellvertreter von Henry Stout, wenn dieser im Urlaub war, und war als Lehrer und Seelsorger tätig. Da die Priester Segawa Sen (瀬川 浅; 1853–1926), Tomekawa Ichiro (留川 一路; 1854–?) und andere die Kyūshū-Mission durchführten, beteiligte er sich nach Stouts Rückkehr auch an der Kyūshū-Mission. Im Jahr 1881 gründete er das „Western Presbyterium“ (西部中会, Seibu chūkai) und beteiligte sich mit Henry Stout und Aoyama Shōzaburō (青山昇三郎; 1843–1918) an einem Komitee zur Gründung eines Priesterseminars. Doch sein Gesundheitszustand verschlechterte sich und er zog nach Yokohama. 1887 wurde schließlich das „Higashiyama Gakuin“ (東山学院) in Nagasaki gegründet.
Während Booth sich in Yokohama wrholte, kam ihm die Idee, das Ferris-Seminar zu leiten, und im Dezember 1881 wurde er nach Mary Kidder (1834–1910) der zweite Rektor des Seminars. Im Jahr 1882 schloss Ōkawa Kashiko (大川 かしこ) ihr Studium ab und war anschließend 1899 als Lehrerin tätig. Neben ihrer Lehrtätigkeit war sie von 1898 bis 1907 auch Pfarrerin der „Yokohama Union Church“ (横浜ユニオン・チャーチ).
Im Jahr 1899 wurde Name des Ferry Seminars in „Ferrys Eiwa Girls' School“ (フェリス英和女学校, Ferris eiwa jogakkō) geändert. Mrs. Booth starb plötzlich, als das Ehepaar im April 1916 nach Amerika zurückkehrte. Er kehrte nach Japan zurück und erhielt am 11. Februar 1918 von der japanischen Regierung im Präfekturamt Kanagawa die Ehrenmedaille am lila Band als Anerkennung für seine langjährigen Leistungen in der Mädchenerziehung. 1922 ging er in den Ruhestand´und kehrte nach Amerika zurück. 1929 besuchte er Japan noch einmal.